# みやこさいがいエフエム
みやこさいがいエフエムは、東北地方太平洋沖地震を受けて開局し、岩手県宮古市を拠点として放送を行った臨時災害放送局である。コールサインはJOYZ2U-FM。閉局後は宮古エフエム放送へ移行した。本項では宮古市田老地区で放送を行ったみやこたろうさいがいエフエム（コールサインはJOYZ2AJ-FM）についても記述する。

## 概要
2011年（平成23年）の平成23年度全国高等学校総合体育大会が宮古市内でも開催されることを受け、この放送を目的としたラジオ局（現在の宮古エフエム放送）の設置が進められていたところ、3月11日に宮古市が東日本大震災で被災したことを受け、宮古市を通じて総務省へ臨時災害放送局の免許を取得したことで開局した。3月19日に免許を交付され、その日の夕方に福島県より機材が到着。3月22日より放送を開始した。放送局はみやこコミュニティ放送研究会が運営した。
周波数77.4MHz、コールサインはJOYZ2U-FM。宮古市宮町の陸中ビルに送信所・演奏所を置き、同所より半径20km圏内を放送エリアとした。
9時30分から13時、14時から16時（JST）に、安否情報や配給情報、スーパーマーケットや公衆電話などの生活情報が放送された。
恒常的なコミュニティ放送局として、2013年8月26日に宮古エフエム放送（愛称・みやこハーバーラジオ）が開局することとなり、これに譲る形で同年8月25日にみやこさいがいエフエムが閉局した。
田老地区（旧田老町周辺）では、東日本大震災後にみやこたろうさいがいエフエム（周波数77.4MHz、コールサインはJOYZ2AJ-FM）が開局。同局ではみやこさいがいエフエムのサイマル放送を行った。みやこさいがいエフエムの閉局後は、周波数はそのままで宮古エフエム放送の番組を再送信する形で引き続き放送を行った。2014年3月31日にみやこたろうさいがいエフエムは閉局した。

## 沿革
- 2011年
  - 3月11日 - 東日本大震災が発生し、宮古市が被災。
  - 3月19日 - みやこさいがいエフエム（JOYZ2U-FM）の臨時災害放送局の免許が交付される。
  - 3月22日 - みやこさいがいエフエム放送開始。
  - 5月31日 - みやこたろうさいがいエフエム（JOYZ2AJ-FM）の臨時災害放送局の免許が交付される。
- 2013年
  - 8月 6日 - 生放送番組を中止。
  - 8月25日 - みやこさいがいエフエムの放送が終了、廃局。
  - 8月26日 - みやこさいがいエフエムを引き継ぐ形で宮古エフエム放送が開局。みやこたろうさいがいエフエムは宮古エフエム放送の再送信となる。
- 2014年
  - 3月31日 - みやこたろうさいがいエフエムの放送が終了、廃局。